# Wilkowo (Grande-Pologne)
Pour les articles homonymes, voir Wilkowo.
Wilkowo (prononciation : [vilˈkɔvɔ]) est un village polonais de la gmina de Duszniki dans le powiat de Szamotuły de la voïvodie de Grande-Pologne dans le centre-ouest de la Pologne.
Il se situe à environ 10 kilomètres au sud-est de Duszniki (siège de la gmina), 23 kilomètres au sud de Szamotuły (siège du powiat), et à 28 kilomètres à l'ouest de Poznań (capitale de la Grande-Pologne).

## Histoire
De 1975 à 1998, le village faisait partie du territoire de la voïvodie de Poznań.

Depuis 1999, Wilkowo est situé dans la voïvodie de Grande-Pologne.
Le village possède une population de 223 habitants en 2011.